# شهرستان خور و بیابانک
شهرستان خور و بیابانک یکی از شهرستان‌های استان اصفهان است. مرکز این شهرستان، شهر خور می‌باشد. این شهرستان با استان‌های خراسان جنوبی، یزد و سمنان همسایگی دارد. نصراله پورافکاری، جامعه‌شناس، این منطقه را یک جامعه مقاوم و پایدار می‌داند که علیرغم همه ستم‌های طبیعی سربلند زیسته‌اند.
در منطقه خور و بیابانک ۱۲۶ آبادی بزرگ و کوچک وجود دارد. روستاهای بخش خور از نوع متراکمند و خانه‌ها در مظهر قنات چشمه یا در راستای جوی آب پیش رفته‌اند. چنان‌که در شهر خور بافت قدیمی بر روی کانال قنات دهزیر بنا گشته‌است. مواد و مصالح خانه‌های روستایی از گِل و خشت و سقف خانه‌ها، گنبدی یا تخت با اندود کاهگل است. در دوران معاصر خانه‌ها به سبک و سیاق شهرهای بزرگ ساخته می‌شود.

## تقسیمات کشوری
شهرستان خور و بیابانک دارای ۱ بخش، ۳ دهستان و ۳ شهر به شرح زیر است:

### شهرستان خور و بیابانک
| بخش   | مرکز بخش | جمعیت بخش ۱۳۹۵ | نام دهستان | مرکز دهستان | جمعیت دهستان ۱۳۹۵ | شهر           | جمعیت شهر ۱۳۹۵                |
| ----- | -------- | -------------- | ---------- | ----------- | ----------------- | ------------- | ----------------------------- |
| مرکزی | خور      | ۱۹٬۷۶۱ نفر     | بیابانک    | فرخی        | ۴٬۷۱۰ نفر         | خور جندق فرخی | ۶٬۷۶۵ نفر ۴٬۶۶۵ نفر ۲٬۹۶۸ نفر |
| مرکزی | خور      | ۱۹٬۷۶۱ نفر     | جندق       | جندق        | ۲۰۸ نفر           | خور جندق فرخی | ۶٬۷۶۵ نفر ۴٬۶۶۵ نفر ۲٬۹۶۸ نفر |
| مرکزی | خور      | ۱۹٬۷۶۱ نفر     | نخلستان    | مهرجان      | ۲٬۳۹۶ نفر         | خور جندق فرخی | ۶٬۷۶۵ نفر ۴٬۶۶۵ نفر ۲٬۹۶۸ نفر |

## تاریخچه
جغرافیدانان جهان اسلام چون ابن خردادبه، اسطخری و مقدسی و به دنبال آنها ناصرخسرو از خور و بیابانک با نام‌های بیاذق (بیاذه)، جرمق (گرمه) و ارابه (ایراج) یاد کرده‌اند.
در دوره قاجاریه خور و بیابانک را قرای سبعه می‌گفتند و بنا به نوشته اعتمادالسلطنه در مرآت البلدان این قراء عبارت بودند از: خور، جندق، فرخی، مهرجان، بیاضه، اردیب و گرمه.
از نوشته‌های مورخین و جغرافیدانان چنین بر می‌آید که منطقه خور و بیابانک به تناوب جزیی از استان یزد، خراسان، قومس (سمنان) به‌شمار می‌رفته‌است. در قرن چهارم و پنجم هجری از توابع خراسان و یزد و در دوران صفویه و قاجاریه از توابع یزد و سمنان بوده‌است.
روستای اردیب مقر فرمانروایی منطقه بوده و دارای آثار و اماکن قدیمی من جمله خانه‌های قدیمی دیوانخانه اسماعیل خان عرب عامری، خانه خلوت سهام السلطنه، خانه محمدرضابیک زفرقندی، خانه محمدابراهیم بیک زفرقندی و… می‌باشد.
در تپه‌های باستانی روستای ایراج که در سالهای اخیر مورد اکتشاف قرار گرفته‌است اشیایی با قدمت ۴۵۰۰ سال تا ۵۰۰۰ سال بدست آمده و این تپه‌ها به ثبت میراث فرهنگی استان اصفهان رسیده‌است.
همچنین قبرستان گبرهای ایراج، دخمه ایراج و، قلعه‌های بیاضه، گرمه و ایراج، همچنین قبرستان کشته‌های گرمه و آثار دیگر نشان دهنده قدمت شهرستان خورو بیابانک می‌باشد.
مردم خور به گویش خوری با یکدیگر حرف می‌زنند.

## شهرها و روستاها
شهرستان خور و بیابانک شامل روستاهای خرمدشت، ابراهیم‌آباد، جعفرآباد، اردیب، ایراج، گرمه، بازیاب، بیاضه، مصر، عروسان، هفتومان، مهرجان و چاهملک می‌باشد.
شهرها: خور و جندق و فرخی

## محصولات و تولیدات
درخت و محصول غالب منطقه با توجه به آب‌وهوا، خرماست که به انواع مختلف مشاهده می‌شود. اهالی خور خرمای قَصب (روستای مهرجان) و خرمای کرمانه (روستای گرمه) را از نوع مرغوب‌ترین نوع خرما می‌دانند. کاشت و داشت و برداشت پسته ابتدا در خرمدشت در سیزده کیلومتری شهر خور توسط برادان توکل بنیان گذاشته شد و سپس در سایر روستاهای این شهرستان و شهرستان نائین به شکل گسترده‌ای گسترش یافت.همچنین شترداری به شکل وسیعی در این شهرستان رواج دارد. کارخانه پتاس خور بزرگ‌ترین در نوع خود در ایران با ظرقیت تولیدی ۵۰ هزار تن در سال است. (ظرفیت تولید و استخراج پتاس جهانی بالغ بر ۶۰ میلیون تن در سال است که بخش اعظم آن بعنوان کود تولید می‌شود و در صنایع کشاورزی به مصرف می‌رسد) همچنین خرما محصول دیگر شهر خور است.
چنگمال(خرما+سمنو+زردچوبه+دارچین+سیاه دانه+کنجد+ روغن حیوانی) نیز یکی از خوراکی و محصولات مقوی خور و بیابانک محسوب میشود. شهرستان خور و بیابانک ۱۸۰ هکتار باغ انار دارد .انار شهرستان خور و بیابانک بیشتر از نوع بومی این شهرستان است . کار برداشت انار در شهرستان خور و بیابانک از نیمه دوم شهریور آغاز و تا پایان مهر ادامه دارد.

## گردشگری
روستاهای مصر، گرمه، آبگرم، جندق، مهرجان، اردیب، ایراج و بیاضه از جاذبه‌ها مهم گردشگری و اکوتوریسم در این شهرستان است. همچنین دریاچه نمک خور یکی از جاذبه‌های گردشگری آن به‌شمار می‌آید. همنچنین بنای امازاده سید داوود شهر خور نیز یک جاذبه گردشگری آن است.

## مشاهیر
استاد حبیب یغمایی شاعر و نویسنده وصاحب امتیاز مجله مشهور یغما زاده شهر خور است و مقبره او خارج از قبرستان شهر خور و در مجاورت آن قرار دارد. یغمای جندقی از شعرا و مشهورترین مرثیه سرایان و هجو سرایان ایرانی نیز از این خطه است و شمای مقبری او در مجاورت امامزاده سید داوود شهر خور است. شهر خور شاعران محلی زیادی نیز دارد و ادبیات در آن بسیار ارج داشته‌است.